# Конвой Трук — Рабаул (03.05.43 — 07.05.43)
Конвой Трук — Рабаул (03.05.43 — 07.05.43) — японський конвой часів Другої світової війни, проведення кого відбувалось у травні 1943 року.
Конвой сформували на атолі Трук (Чуук) у східній частині Каролінських островів (ще до війни тут створили потужну базу ВМФ), а місцем призначення був Рабаул — головна передова база на острові Нова Британія, з якої японці провадили операції на Соломонових островах та сході Нової Гвінеї.
До складу конвою увійшли транспорти «Могамігава-Мару», «Сінюбарі-Мару» та «Хоккай-Мару», а ескорт забезпечував есмінець «Онамі».
3 травня 1943 року судна вийшли з Труку та попрямували на південь. Хоча комунікації архіпелагу Бісмарка ще не стали цілями для авіації, проте на них традиційно активно діяли підводні човни США. Утім, на цей раз проходження конвою відбулось без інцидентів і 7 травня він прибув до Рабаула.